# Општина Блажени (Хунедоара)
Блажени (рум. Blăjeni) општина је у Румунији у округу Хунедоара.
Oпштина се налази на надморској висини од 503 m.